# Microsasima
Microsasima is een geslacht van rechtvleugeligen uit de familie sabelsprinkhanen (Tettigoniidae). De wetenschappelijke naam van dit geslacht is voor het eerst geldig gepubliceerd in 1972 door de Jong.

## Soorten
Het geslacht Microsasima  is monotypisch en omvat slechts de volgende soort:
- Microsasima stueberi (de Jong, 1972)